# Abraxas macroplaca
Abraxas macroplaca är en fjärilsart som beskrevs av Joannis 1929. Abraxas macroplaca ingår i släktet Abraxas och familjen mätare. Inga underarter finns listade i Catalogue of Life.